# 武居良明
武居 良明（たけい よしてる、1929年（昭和4年）1月29日 - 2009年（平成21年）1月13日）は、日本の経済史学者。

## 経歴
中華民国関東州大連生まれ。長野県松本市育ち。父は武居郷一。1953年名古屋大学経済学部卒、1954年同助手、1960年信州大学人文学部講師、1965年「イギリス封建制の解体過程」で名大経済学博士。信州大学助教授、教授、経済学部教授、1975-1979年附属図書館長、静岡大学教授、1992年定年退官、名誉教授、常葉学園大学教授、1994年静岡産業大学教授。2008年春、瑞宝中綬章受勲。没後正四位。英国経済史。

## 著書
- 『イギリス封建制の解体過程』未来社、1964
- 『産業革命と小経営の終焉』未来社、1971
- 『イギリスの地域と社会 経済史学の新しい方法を求めて』御茶の水書房、1984
- 『イギリスの市民社会 変わりゆくものと変わらざるもの』未来社、1991

## 翻訳
- ヒルトン『封建制の危機』吉田静一共訳 未来社、1956 社会科学ゼミナール
- ヒルトン,フェイガン『イギリス農民戦争 1381年の農民一揆』田中浩共訳 未来社、1961
- チョロナー『産業革命期の人びと』未来社、1967
- M.E.ローズ『社会保障への道 1834-1914年イギリス』早稲田大学出版部 シリーズ社会経済史 1995